# Paulaner

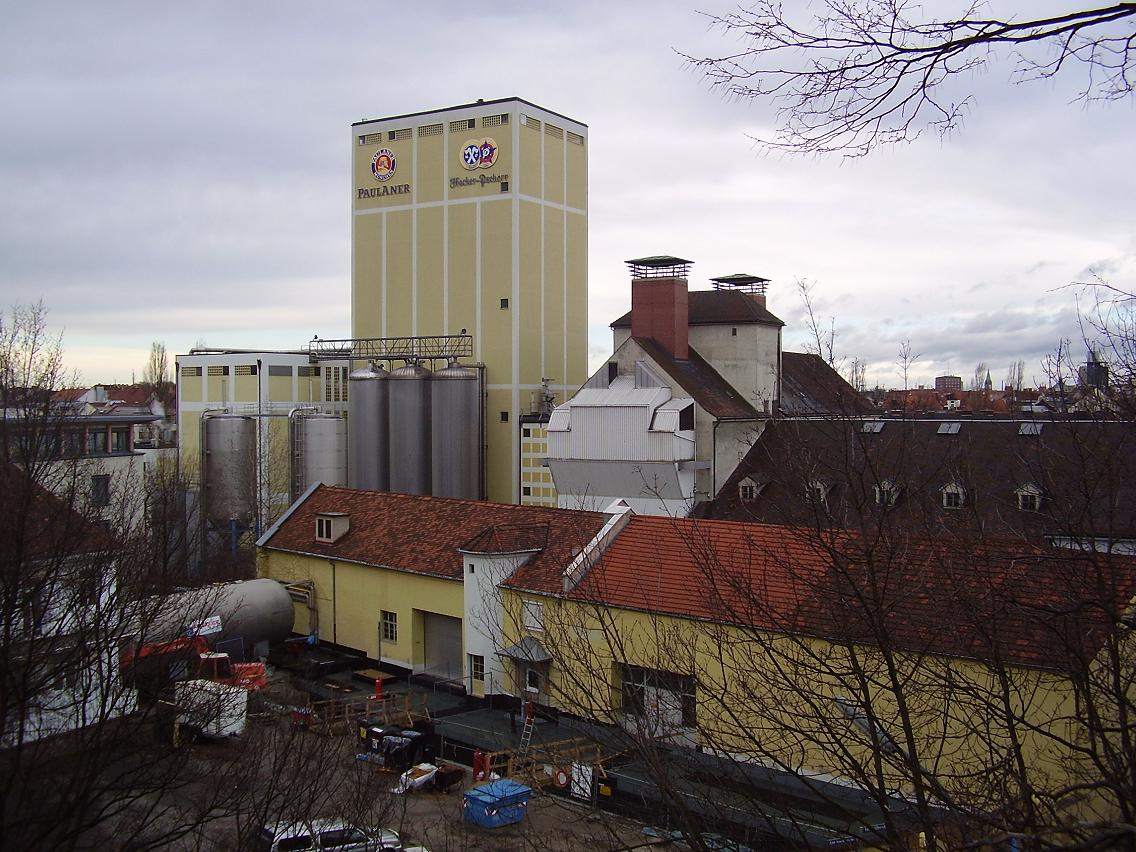
Cerveseria Paulaner a Múnic

Paulaner és una cerveseria alemanya que es va establir a principis del segle xvii a Múnic per monjos de l'orde dels Mínims del monestir de Neudeck ob der Au. L'orde mendicant fundador i la cervesa deuen el seu nom del fundador, Sant Francesc de Paula.

## Història
El nom de la cerveseria Paulaner fa referència a l'orde de frares mínims que residien a la Neuhauser Straße de Múnic que formaven part de l'orde de Sant Francesc de Paula. Els frares havien fet cervesa des de 1634 i tenien el dret de vendre-la durant les vacances; la que venien era una cervesa tipus bock que a poc a poc va guanyar molta fama local. Després de l'abolició del monestir de Neudeck, el 1799, l'edifici es va convertir en una penitenciaria. Franz Xaver Zacherl, el cerveser, va mantenir la cerveseria i va continuar la tradició starkbier amb el producte Salvator. El 1861 el Salvatorkeller va obrir a Nockherberg. El 1928 la cerveseria es va fusionar amb la Cerveseria Gebrüder Thomas i van crear la Paulaner Salvator Thomas Bräu. Encara el 1994 van adquirir la Cerveseria Kulmbacher amb productes com Plauen i Chemnitz. La Auer Bräu AG Rosenheim és una companyia filla de la matriu.

## Tipus de cervesa
El 2006 es produïen 16 tipus de cerveses
- Hefe-Weißbier: Naturtrüb (torrada), Dunkel (fosca), Kristall (clara), Leicht (lleugera), Alkoholfrei (sense alcohol)
- Original Münchner: Hell (clara), Dunkel (fosca), Urtyp, Märzen
- Münchner Hell: Leicht (lleugera), Alkoholfrei (sinse alcochol), Diät Bier (extra lleugera)
- Premium Pils
- Roggen
- Oktoberfest Bier
- Salvator